# Copa de Algarve 2002
La Copa de Algarve de 2002 fue la novena edición de este torneo. Es una competición anual de fútbol femenino organizada en la región de Algarve en Portugal.
En esta edición el número de participantes aumentó de 8 a 12 selecciones.
El ganador de la Copa fue China tras ganarle en la final a Noruega por 2 tantos contra 0.

## Equipos participantes
| - China - Dinamarca - Finlandia - Alemania | - Inglaterra - Noruega - Suecia - Estados Unidos | - Canadá - Portugal - Escocia - Gales |

## Fase de grupos

### Grupo A
| Equipo    | Pts | PJ | PG | PE | PP | GF | GC | DG |
| --------- | --- | -- | -- | -- | -- | -- | -- | -- |
| China     | 9   | 3  | 3  | 0  | 0  | 9  | 3  | 6  |
| Alemania  | 6   | 3  | 2  | 0  | 1  | 7  | 4  | 3  |
| Dinamarca | 3   | 3  | 1  | 0  | 2  | 2  | 4  | −2 |
| Finlandia | 0   | 3  | 0  | 0  | 3  | 1  | 8  | −7 |

| 1 de marzo | Dinamarca | 0:3 | Alemania                                             | Portimão, |  |
|            |           |     | 34' Ariane Hingst · 51' Petra Wimbersky · 57' Müller |           |  |

| 1 de marzo | China                                          | 4:1 | Finlandia          | Portimão, |  |
|            | 35', 70' Ren Liping · 40' Bai Jie · 56' Pu Wei |     | 76' Minna Mustonen |           |  |

| 3 de marzo | Finlandia | 0:2 | Dinamarca                             | Vila Real de Santo António, |  |
|            |           |     | 62' Christina Bonde · 74' Lene Jensen |                             |  |

| 3 de marzo | Alemania                                  | 2:4 | China                              | Vila Real de Santo António, |  |
|            | 17' Kerstin Stegemann · 50' Renate Lingor |     | 30', 62' Pu Wei · 31', 79' Bai Jie |                             |  |

| 5 de marzo | Dinamarca | 0:1 | China      | Olhão, |  |
|            |           |     | 80' Pu Wei |        |  |

| 5 de marzo | Finlandia | 0:2 | Alemania                                   | Olhão, |  |
|            |           |     | 48' Petra Wimbersky · 58' Bettina Wiegmann |        |  |

### Grupo B
| Equipo         | Pts | PJ | PG | PE | PP | GF | GC | DG |
| -------------- | --- | -- | -- | -- | -- | -- | -- | -- |
| Noruega        | 7   | 3  | 2  | 1  | 0  | 9  | 6  | 3  |
| Suecia         | 5   | 3  | 1  | 2  | 0  | 10 | 7  | 3  |
| Estados Unidos | 4   | 3  | 1  | 1  | 1  | 5  | 4  | 1  |
| Inglaterra     | 0   | 3  | 0  | 0  | 3  | 4  | 11 | −7 |

| 1 de marzo | Suecia                | 1:1                                       | Estados Unidos        | Albufeira, |  |
|            | 62' Victoria Svensson | [Report SvFF Report (in Swedish) Reporte] | 31' Shannon MacMillan |            |  |

| 1 de marzo | Noruega                                                 | 3:1 | Inglaterra       | Ferreiras, |  |
|            | 8' Dagny Mellgren · 33' Anne Tønnessen · 79' Hege Riise |     | 18' Angela Banks |            |  |

| 3 de marzo | Suecia                                                              | 3:3                                | Noruega                                                      | Ferreiras, |  |
|            | 14' Victoria Svensson · 35' Kristin Bengtsson · 59' Hanna Ljungberg | [SvFF Report (in Swedish) Reporte] | 3' Dagny Mellgren · 52' Anita Rapp · 75' Solveig Gulbrandsen |            |  |

| 3 de marzo | Estados Unidos                           | 2:0              | Inglaterra | Ferreiras, |  |
|            | 58' Shannon MacMillan · 75' Kelly Wilson | [Report Reporte] |            |            |  |

| 5 de marzo | Inglaterra                              | 3:6                                | Suecia                                                                           | Lagos, |  |
|            | 47', 53' Karen Walker · 88' Amanda Barr | [SvFF Report (in Swedish) Reporte] | 7', 41' Therese Sjögran · 8' Elin Flyborg · 69' Hanna Ljungberg · 79', 89' Björn |        |  |

| 5 de marzo | Noruega                                                       | 3:2              | Estados Unidos             | Lagos, |  |
|            | 23' Hege Riise · 29' Dagny Mellgren · 84' Solveig Gulbrandsen | [Report Reporte] | 14', 59' Shannon MacMillan |        |  |

### Grupo C
| Equipo   | Pts | PJ | PG | PE | PP | GF | GC | DG |
| -------- | --- | -- | -- | -- | -- | -- | -- | -- |
| Canadá   | 9   | 3  | 3  | 0  | 0  | 14 | 1  | 13 |
| Escocia  | 6   | 3  | 2  | 0  | 1  | 3  | 4  | −1 |
| Gales    | 3   | 3  | 1  | 0  | 2  | 1  | 5  | −4 |
| Portugal | 0   | 3  | 0  | 0  | 3  | 2  | 10 | −8 |

| 1 de marzo | Canadá                    | 3:0              | Escocia | Quarteira, |  |
|            | 19', 25', 30' Andrea Neil | [Report Reporte] |         |            |  |

| 1 de marzo | Portugal | 0:1              | Gales            | Quarteira, |  |
|            |          | [Report Reporte] | 7' Ayshea Martyn |            |  |

| 3 de marzo | Canadá                                           | 4:0              | Gales | Lagoa, |  |
|            | 24', 69' Christine Sinclair · 63', 90' Kara Lang | [Report Reporte] |       |        |  |

| 3 de marzo | Portugal        | 1:2              | Escocia                 | Lagoa, |  |
|            | 37' Carla Couto | [Report Reporte] | 14', 90' Julie Fleeting |        |  |

| 5 de marzo | Gales | 0:1 | Escocia            | Silves, |  |
|            |       |     | 25' Julie Fleeting |         |  |

| 5 de marzo | Portugal              | 1:7              | Canadá | Silves, |  |
|            | 63' Patricia Sequeira | [Report Reporte] | 3' Amber Allen · 16' Randee Hermus · 31', 84' Christine Sinclair · 48', 62' Kara Lang · 60' Heather Smith |         |  |

## Fase final

### 11.° puesto
| 7 de marzo | Gales | 0:4              | Portugal                                      | Montechoro, |  |
|            |       | [Report Reporte] | 3', 16' Sonia Silva · 20', 29' Paula Cristina |             |  |

### 9.° puesto
| 7 de marzo | Inglaterra                                                           | 4:1 | Escocia         | Quarteira, |  |
|            | x' Karen Walker · 42'Vicky Exley · x'Fara Williams · 70' Karen Burke |     | 25' Stacey Cook |            |  |

### 7.° puesto
| 7 de marzo | Finlandia                                                        | 3:0              | Canadá | Lagoa, |  |
|            | 57' Laura Kalmari · 64' (pen.) Anne Mäkinen · 88' Minna Mustonen | [Report Reporte] |        |        |  |

### 5.° puesto
| 7 de marzo | Estados Unidos                  | 3:2              | Dinamarca                       | Montechoro, |  |
|            | 31', 36', 63' Shannon MacMillan | [Report Reporte] | 49' Lene Jensen · 77' Lene Terp |             |  |

### 3.° puesto
| 7 de marzo | Suecia                                    | 2:1                                | Alemania               | Faro, |  |
|            | 20' Hanna Ljungberg · 54' Malin Andersson | [SvFF Report (in Swedish) Reporte] | 69' Kerstin Garefrekes |       |  |

### Final
| 7 de marzo | China           | 1:0 | Noruega | Loulé, |  |
|            | 18' Zhao Lihong |     |         |        |  |

| Campeón          |
| China 2.° título |

## Goleadoras
| Jugadora            | Goles |
| ------------------- | ----- |
| Shannon MacMillan   | 7     |
| Andrea Neil         | 3     |
| Christine Sinclair  | 3     |
| Kara Lang           | 3     |
| Bai Jie             | 3     |
| Pu Wei              | 3     |
| Dagny Mellgren      | 3     |
| Julie Fleeting      | 3     |
| Hanna Ljungberg     | 3     |
| Lene Jensen         | 2     |
| Minna Mustonen      | 2     |
| Petra Wimbersky     | 2     |
| Solveig Gulbrandsen | 2     |
| Hege Riise          | 2     |
| Sonia Silva         | 2     |
| Paula Cristina      | 2     |
| Victoria Svensson   | 2     |
| Karen Walker        | 2     |